# Cinquecerri
Cinquecerri è una frazione del comune di Ventasso in provincia di Reggio Emilia, situato nell'Appennino Tosco Emiliano, all'interno del Parco Nazionale del Gigante. Cinquecerri è la parrocchia delle frazioni di Giarola, Giardino, Comunaglie, Tufo e Campo. Cinquecerri è caratterizzato da una serie di stradine che risalgono il pendio verso la chiesa. Molto interessante dal punto di vista storico-architettonico è il complesso edilizio di Casa Magliani in Via della Volta, edificio settecentesco che conserva il volume originario. Si nota un grande portale con arco a tutto sesto cuspidato con chiave di volta datato 1714.

## Storia
Una ipotesi per l'origine del nome Cinquecerri è attribuita alla coltivazione dei cerri, un'altra ai cinque fratelli Cerri, patrizi bavaresi che ottennero la concessione di coltivare questa terra dal marito di Matilde di Canossa, Guelfo di Baviera.
La parrocchia di Cinquecerri faceva parte con Caprile della chiesa di Santa Maria di Nasseta. Dopo la distruzione di Nasseta nel 1444 da parte di Busana e Sologno, dipese da Caprile e solo nel 1635 fu riconosciuta dal vescovo parrocchia autonoma. Nel 1792 le furono aggregate le borgate di Giarola e di Campo che fino ad allora avevano fatto riferimento a Busana.

## Usi e costumi
Ogni anno si svolgono le tradizionali feste locali:
- il 1º gennaio si svolge il "buon dì" dove era tradizione che i giovani abitanti del paese andassero in giro per le case degli altri residenti per festeggiare l'inizio del nuovo anno e andavano di casa in casa dicendo "buon dì, buon dì per San Zenobio soma chi!" e ricevevano in dono dolciumi per i più piccini e liquore per quelli più grandi;
- a carnevale girava la maschera tradizionale che si chiama "Furmaiarol" una persona vestita di abiti logori riempiti di paglia ed indossava parecchi campanacci (al collo, alla cinta e nelle gambe) ed una maschera rugosa che incuteva parecchia paura. Era sempre accompagnato da un'altra persona che aveva sulle spalle un grosso sacco che riempiva con i doni che gli venivano dati dagli abitanti in particolar modo da caciotte di formaggio. Bussava ad ogni porta dicendo "Furmaiarol, furmaiarol una furma o un fiol!" spaventando i bambini della casa;
- l'ultima domenica di giugno si svolge la fiera ed era l'occasione per gli abitanti di poter concludere affari (ad esempio l'acquisto del maiale che poi veniva ucciso e lavorato a gennaio);
- l'8 settembre si svolge la sagra.